# Liste der Monuments historiques in Saint-Mandé
Die Liste der Monuments historiques in Saint-Mandé führt die Monuments historiques in der französischen Stadt Saint-Mandé auf.

## Liste der Bauwerke
| Bezeichnung | Beschreibung | Standort                    | Kennzeichnung | Schutzstatus | Datum | Bild           |
| ----------- | ------------ | --------------------------- | ------------- | ------------ | ----- | -------------- |
| Haus        |              | 37, avenue Daumesnil (Lage) | PA00135378    | Inscrit      | 1995  | weitere Bilder |

## Liste der Objekte
- Monuments historiques (Objekte) in Saint-Mandé in der Base Palissy des französischen Kultusministeriums